# Сфагнум рожевий
Сфагнум рожевий (Sphagnum rubellum) — вид мохів порядку торфовикальних (Sphagnales).

## Поширення
Батьківщиною є Європа, Північна Америка, Азія.
Цей вид росте в оліготрофних і слабомезотрофних болотах, утворюючи широкі килими і невисокі купини. Він поширений у сухіших частинах боліт, на вологих вересовищах, у відкритих кислих лісах, у тундрових болотах і рідше в горах над межею лісу. Росте на висотах 0–2200 метрів.

## Характеристика
Це досить делікатний або помірно великий мох з усіченими головками у формі зірки. Забарвлення коливається від темно-каштанового та пурпурно-червоного до жовтувато-зеленого в плямистому загальному вигляді; головки зазвичай яскраво червоні. Стебла мають червоні, жовтуваті або блідо-зелені тони. Три-чотирьохшаровий епідерміс стебла, який чітко відокремлений від червонувато-пурпурно склеродермісу, не містить пор. Двоє гілок стирчать і одна або дві звисають і прикріплюються до стовбура пучками, які зазвичай мають п'ять рядів листя. Листки гілок від яйцюватої до яйцювато-ланцетної форми завдовжки 0,9–1,2 міліметра, серпоподібно вигнуті з одного боку принаймні на деяких гілках. Вид дводомний. Спорофіти рідко розвиваються. Спорові коробочки дозрівають до середини літа. Спори мають розмір 18–33 мікрометрів і мають грубі нарости на обох поверхнях.